# Karl Friedrich Kohlenberg
Karl Friedrich Kohlenberg (Pseudonym: Benno Frank, * 15. August 1915 in Berlin-Mariendorf; † September 2002) war ein deutscher Schriftsteller.

## Leben
Karl Friedrich Kohlenberg war der Sohn eines Kaufmanns und Reeders. Ab 1922 lebte er mit seinen Eltern in Schwerin, ab 1928 besuchte er in Norden (Ostfriesland) das Gymnasium. Als Dreizehnjähriger heuerte er 1928 in Emden auf einem Fischdampfer an und gelangte bis nach Island und Grönland. Im darauffolgenden Jahr wiederholte er seinen Ausreißversuch und kam diesmal bis Spitzbergen. Von 1929 bis 1931 besuchte er ein Realgymnasium in Hamburg und von 1931 bis 1933 eine Privatschule in Detmold. Anschließend absolvierte er ein Praktikum auf einem mecklenburgischen Gutshof. Danach leistete er bis 1934 seinen Arbeitsdienst im Emsland ab. Es folgte eine Reise per Fahrrad nach Italien, die ihn bis Sizilien führte. Von dort aus setzte er nach Nordafrika über und hielt sich eine Zeitlang in Tripolis (Libyen) und in der Sahara auf, wo er Bekanntschaft mit Angehörigen der anti-italienischen Widerstandsbewegung der Tuareg schloss.
Nach seiner Rückkehr nach Deutschland absolvierte Kohlenberg von 1935 bis 1937 eine Buchhändlerlehre in Aachen. Bei Beginn des Zweiten Weltkriegs wurde er zur Flak eingezogen. Er nahm als Gasthörer an ethnologischen und geografischen Vorlesungen der Universität Bonn teil. 1941 legte er in Berlin das Begabtenabitur ab. Kohlenberg gehörte als Soldat der Luftnachrichtentruppe an und war unter anderem in Athen, auf Kreta, auf dem Balkan und zuletzt in Prag stationiert. Er geriet in amerikanische Kriegsgefangenschaft, aus der er 1946 nach Aachen zurückkehrte.
In Aachen lebte Kohlenberg als freier Schriftsteller. 1950/51 war er auch Mitarbeiter der „Aachener Nachrichten“. Ab den 1950er Jahren führten ihn häufige Fahrten mit der eigenen Segeljacht nach Dänemark, an die niederländische Nordseeküste und durch den Ärmelkanal. Später bereiste er mit Hilfe eines Stipendiums Algerien, Tunesien und Libyen. Von 1959 bis 1962 war er Redakteur der Segelsport-Zeitschrift „Die Yacht“. Kohlenberg verbrachte seine letzten Lebensjahre im belgischen Grenzort Eynatten.
Karl Friedrich Kohlenberg verfasste Jugendbücher, in denen er teilweise historische Themen, insbesondere frühneuzeitliche Entdeckungsreisen, behandelte, teilweise seine eigenen Reiseerfahrungen verarbeitete. Daneben entstanden Handbücher für Segler sowie Sachbücher zu ethnologischen Themen. Sein Buch Enträtselte Vorzeit gehörte in den 1970er-Jahren zu den frühen Standardwerken der Prä-Astronautik. Außerdem übersetzte er Sachbücher aus dem Englischen.
Kohlenberg gehörte 1946 in Düsseldorf zu den Gründungsmitgliedern des „Westdeutschen Autorenverbandes“. Er war Mitglied der Humboldt-Gesellschaft.

## Auszeichnungen
- 1966 Friedrich-Gerstäcker-Preis für den Roman Ben Ali und seine Herde.

## Werke
- Die Straße der Vagabunden, Zürich 1948
- Wenn der Khamsin weht, Esslingen [u. a.] 1949
- Kampf der Tuareg, Düsseldorf 1950
- Piratenjagd, Düsseldorf 1951
- Störtebeckers bester Mann, Düsseldorf 1951
- Mit Geheimauftrag in See, München 1953
- Tod und Teufel gegen Federmann, Düsseldorf 1953
- Freiheit der Meere, Düsseldorf 1954
- Per im Grönlandeis, München 1954
- Unter roten Segeln, München 1954
- Auf Heringsjagd im Nordseesturm, München 1955
- Ich runde das Kap, Düsseldorf 1956
- Kara, das Wolfsblut, München 1956
- Segelfahrt mit Strick und Bommel, München 1959
- Ben Ali und seine Herde, Stuttgart 1963
- Brennendes Land, Stuttgart 1964 (unter dem Namen Benno Frank)
- Die Dschungellegion, Stuttgart 1964 (unter dem Namen Benno Frank)
- Das kleine Indianerbuch, Stuttgart 1965
- Das kleine Trapperbuch, Stuttgart 1966
- Die versunkene Stadt, Stuttgart 1966 (unter dem Namen Benno Frank)
- Das kleine Buch vom Wilden Westen, Stuttgart 1967
- Völkerkunde, Düsseldorf [u. a.] 1968
- Die Binnengewässer der Niederlande, Bielefeld [u. a.] 1970
- Enträtselte Vorzeit, München [u. a.] 1970
- Die Gewässer um Dänemark, Bielefeld [u. a.] 1972
- Der Kanal, Bielefeld 1974
- Marco Polo, Balve (Sauerland) 1974
- Alexander v. Humboldt, Balve (Sauerland) 1975
- Der geheimnisvolle J. J., Balve (unter dem Namen Benno Frank)
  - 1. Unter Rebellen, 1975
  - 2. Sprung in die grüne Hölle, 1975
  - 3. Schätze im Dschungel, 1975
- Mit versiegelter Order, Balve/Sauerland 1976
- Sven Hedin, Balve/Sauerland 1976
- Der eiserne Mann, Balve/Sauerland 1977
- Die Inseln der Täuschung, Balve/Sauerland 1978
- Kara sucht einen Freund, Menden/Sauerland 1978
- Apokalypse, München [u. a.] 1981
- Das Wrack im Feuerland und andere phantastische Erzählungen, Menden/Sauerland 1981
- Drei Rosen für den Ritter, München [u. a.] 1988
- Ein Schwert für den Kaiser, München 1989
- Störtebeker, München 1991
- Des Kaisers Medicus, München 1995

## Herausgeberschaft
- Es geschah um Mitternacht, Stuttgart 1964
- Inseln unter dem Kreuz des Südens, Stuttgart 1970

## Übersetzungen
- Basil W. Bathe: Von den Kreuzzügen zu den Kreuzfahrten. Bielefeld  1972
- Henry Mangles Denham: Die Adria. Bielefeld 1968
- Henry Mangles Denham: Die Ägäis. Bielefeld  1970
- Henry Mangles Denham: Das östliche Mittelmeer. Bielefeld  1968
- Henry Mangles Denham: Das Tyrrhenische Meer. Bielefeld  1969
- Eric C. Hiscock: Atlantik-Kreuzfahrt mit Wanderer III. Bielefeld 1969
- Douglas Phillips-Birt: Sie fuhren hinaus auf See. Bielefeld  1972
- Alec Rose: Mit „Lively Lady“ allein um die Welt. Bielefeld  1968
- Mark Twain: Rauhe Sitten in Tennessee und andere Geschichten. Stuttgart 1964